# Janusz A. Zajdel-priset
Janusz A. Zajdel-priset (Nagroda imienia Janusza A. Zajdla), ofta benämnt bara Zajdel, är ett årligt science fiction-pris som utdelats sedan 1984 och fick sitt namn efter den första vinnaren, Janusz A. Zajdel. Proceduren för att välja vinnare kan leda till att priset vissa år inte utdelas.
Sedan 1992 delas priset ut i två kategorier:
- Roman: texter längre än 100 standardsidor (à 1800 tecken),
- Novell: kortare texter

## Vinnare i urval[1]
- Edmund Wnuk-Lipiński
- Maja Lidia Kossakowska
- Andrzej Pilipiuk
- Andrzej Sapkowski
- Anna Kańtoch
- Wit Szostak